# Bomber stream

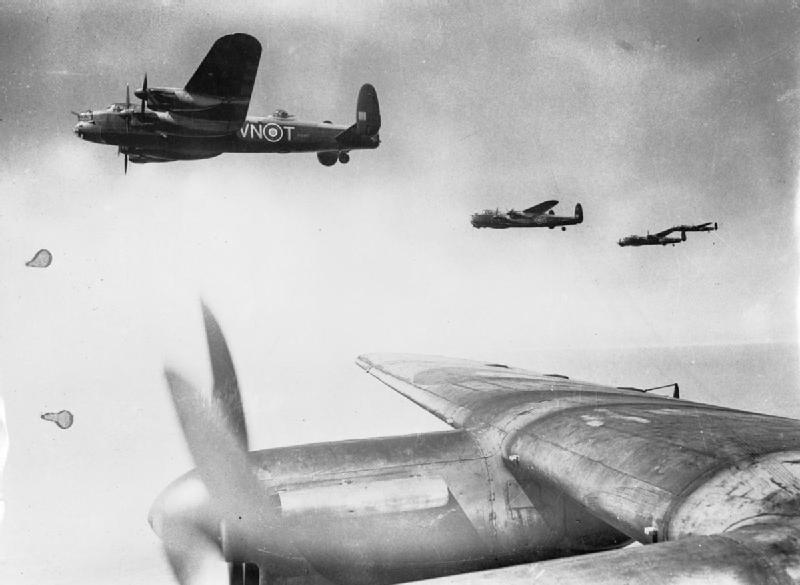
Bombardieri Avro Lancaster in rotta verso la Germania.

Il Bomber stream (in italiano "torrente di bombardieri" o "flusso di bombardieri") era la principale tattica sviluppata e applicata dal Bomber Command della RAF durante la seconda guerra mondiale per condurre la sua offensiva di bombardamento strategico notturno sulla Germania nazista.
Applicato per la prima volta con i famosi "raid di 1000 bombardieri" del maggio-giugno 1942, il Bomber stream prevedeva la concentrazione in un settore il più possibile ristretto, del maggior numero possibile di bombardieri che avrebbero dovuto raggiungere l'obiettivo in veloce sequenza con un "flusso" (stream) continuo e sganciare il loro carico bellico in tempi rapidissimi. Questa tattica consentì di soverchiare le difese aeree della Linea Kammhuber che potevano inviare solo pochi caccia notturni per volta contro l'enorme Bomber stream e rese anche molto più difficile l'azione della FlaK e l'opera di spegnimento degli incendi della difesa civile delle città tedesche.
La tattica del Bomber stream venne costantemente applicata dal Bomber Command con un numero sempre crescente di bombardieri pesanti notturni, ottenendo, grazie anche all'impiego di tattiche sofisticate di guerra elettronica, adozione di ordigni incendiari e dirompenti sempre più potenti e abili stratagemmi operativi, effetti estremamente distruttivi contro le città tedesche.

## Storia

### La guerra aerea sui cieli della Germania all'inizio del 1942
I bombardamenti notturni del Bomber Command britannico sulla Germania nel 1941 non avevano raggiunto grandi successi; il famoso rapporto Butt evidenziava l'imprecisione e l'inefficacia della campagna aerea e rendeva essenziale un totale ripensamento della strategia aerea britannica. All'inizio del 1942 si verificarono alcuni fatti decisivi che avrebbero modificato completamente l'evoluzione della guerra aerea sui cieli della Germania. Il 14 febbraio 1942 il capo di stato maggiore della RAF, maresciallo dell'aria Charles Portal, diramò la direttiva sull'Area bombing, autorizzando il Bomber Command a concentrare i suoi attacchi sulle aree abitate delle città tedesche allo scopo di provocare un crollo del morale della popolazione civile, in particolare delle grandi città industriali. Pochi giorni dopo, il 22 febbraio 1942, l'aggressivo maresciallo dell'aria Arthur Harris prese il comando del Bomber Command assolutamente determinato a intensificare l'azione dei suoi aerei, attraverso un incremento numerico delle forze, un radicale cambiamento di strategie e l'adeguamento della tecnologia alle esigenza operative reali.

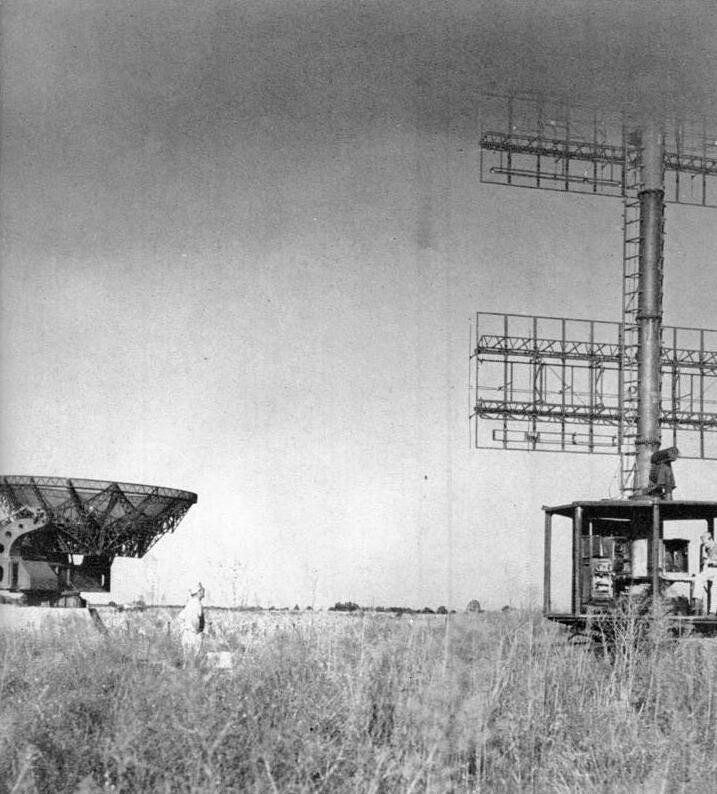
Un sistema di rilevamento della Linea Kammhuber con radar Freya e Wurzburg.

Il Bomber Command aveva ottenuto risultati deludenti fino a quel momento in primo luogo per l'assenza di adeguate risorse tecnologiche, necessarie per effettuare bombardamenti notturni precisi ed efficaci, ma anche per la debolezza delle sue tattiche operative rispetto al complesso sistema difensivo organizzato dalla Luftwaffe per difendere i cieli della Germania nazista. Pilastro della difesa tedesca notturna era la cosiddetta Linea Kammhuber organizzata e diretta dal generale Josef Kammhuber. Questo complesso sistema difensivo si basava sui sistemi di radar terrestri Freya e Würzburg che controllavano settori aerei di circa 36 chilometri di estensione nord-sud e 20 chilometri est-ovest. Oltre a identificare eventuali aerei intrusi nel settore, i radar controllavano i caccia notturni che erano diretti da terra verso il bersaglio che avrebbero attaccato dopo l'individuazione visiva a distanza ravvicinata (metodo della Dunaja, "caccia al buio"). Un secondo sbarramento era posizionato più indietro e sfruttava l'illuminazione fornita dai potenti riflettori della FlaK della cosiddetta "fascia luminosa" (metodo della Kanaja, "caccia illuminata"). Il sistema radar di scoperta, caccia notturna e direzione da terra era conosciuto come Himmelbett ("letto a baldacchino") e appariva coerente ed efficace. In realtà il sistema era macchinoso e complicato e soprattutto non permetteva di concentrare i caccia notturni; ogni Himmelbett controllava infatti, e poteva far entrare in azione nel suo settore, appena due caccia notturni per volta che rimanevano nell'area di combattimento solo per pochi minuti.
Le tattiche impiegate nel 1940 e 1941 dai bombardieri notturni del Bomber Command prevedevano che gli aerei arrivassero sul punto di sgancio del carico bellico dispiegati ampiamente nel cielo dopo aver percorso isolatamente distinte rotte di avvicinamento; inoltre i bombardieri sarebbero comparsi a "ondate" (waves) successive prolungando l'azione per alcune ore. Questo sistema si era dimostrato vulnerabile alle tattiche della Nachtjagd tedesca della Linea Kammhuber. I singoli bombardieri per raggiungere il bersaglio percorrevano ognuno settori distinti coperti dai radar Freya-Würzburg e dovevano affrontare in successione gli attacchi dei caccia che gli venivano inviati contro; con il trascorrere del tempo nei cieli tedeschi cresceva la probabilità di essere individuati e abbattuti.

### Rivoluzione delle tattiche del Bomber Command

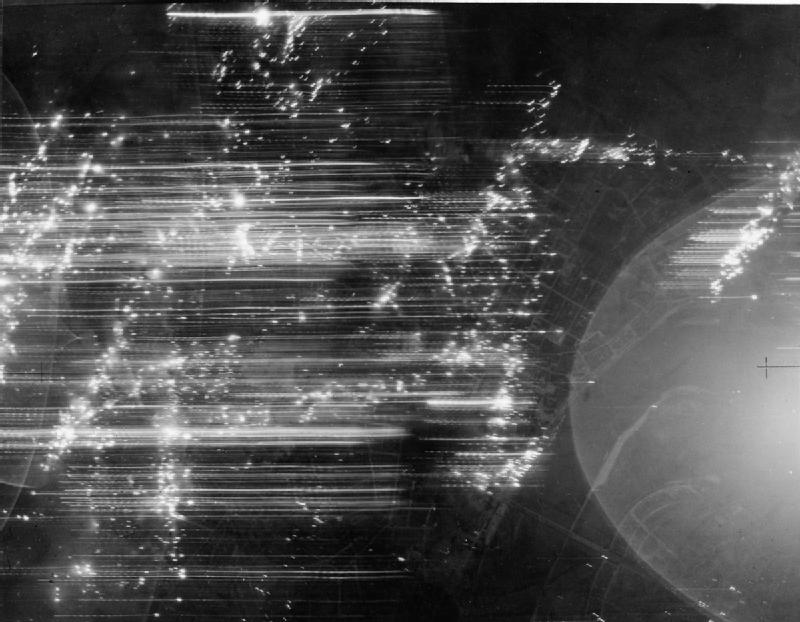
Fotografia dall'alto del bomber stream britannico durante l'attacco su Düsseldorf della notte dell'11/12 giugno 1943.

Alla fine del 1941 era ormai evidente che la strategia generale e le tattiche del Bomber Command erano inadeguate e non potevano assolutamente garantire risultati efficaci in linea con le richieste del primo ministro Winston Churchill che sembrava ritenere la forza di bombardamento strategico britannica l'arma decisiva in grado di fiaccare la Germania nazista senza bisogno di una sanguinosa campagna terrestre. Il Royal Aircraft Establishment, diretto dal ricercatore e scienziato Reginald Victor Jones, premeva per una riorganizzazione dei metodi di attacco del Bomber Command incrementando la densità delle formazioni e sfruttando i punti deboli del sistema Himmelbett.

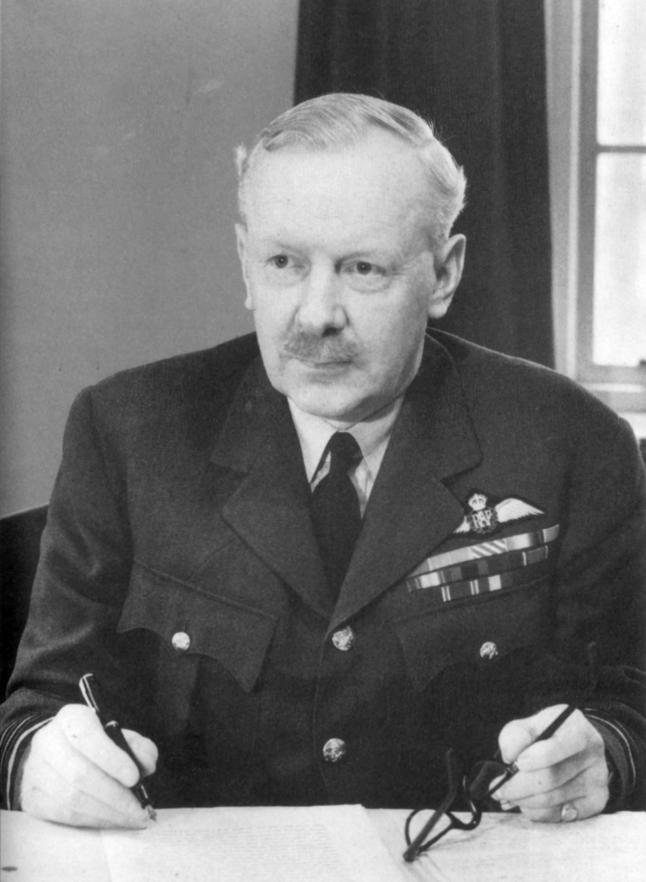
Il comandante in capo del Bomber Command, maresciallo dell'aria Arthur Harris.

Il comando della RAF analizzò approfonditamente gli aspetti matematici e statistici delle possibile strategie di attacco; la ricerca operativa fornì per la prima volta dati analitici fondamentali che influenzarono le decisioni operative reali; vennero dettagliatamente calcolati il numero prevedibile di bombardieri che sarebbero stati persi per l'azione della caccia notturna nemica e della FlaK in rapporto alle diverse situazioni tattiche e venne preso in considerazione il numero di possibili collisioni in connessione con il tipo di formazione. Si ritenne, sulla base di queste approfondite ricerche, che i controllori di volo della Nachtjagd non avrebbero potuto concentrare in ogni "cellula" del sistema Himmelbett più di sei caccia intercettori ogni ora, mentre la FlaK non avrebbe potuto immediatamente concentrare il fuoco sui bersagli, se questi fossero giunti rapidi e raggruppati in grandi masse. In conclusione gli studi della ricerca operativa stabilirono che con masse concentrate di bombardieri all'attacco si sarebbero provocati danni di gran lunga maggiori al nemico e, sfruttando i punti deboli della Linea Kammhuber, si sarebbero ridotte sensibilmente le perdite.
Sulla base degli studi della ricerca operativa, il maresciallo dell'aria Harris e gli alti ufficiali del Bomber Command ritennero quindi che fosse possibile cambiare completamente le tattiche di volo in formazione e di attacco; l'introduzione del sistema di navigazione GEE avrebbe potuto permettere ai bombardieri di volare in una stretta e lunga formazione serrata nel buio della notte; sarebbe stato creato un "flusso" continuo di bombardieri (stream of bombers) in volo sulla stessa rotta e la stessa velocità fino all'obiettivo e nel volo di ritorno; ogni aereo sarebbe stato accuratamente posizionato all'interno del cosiddetto bomber stream per minimizzare i rischi di collisione. Il Bomber Command quindi avrebbe sferrato i suoi attacchi nelle formazioni più numerose possibili, con un flusso continuo di bombardieri sul bersaglio; i singoli bombardieri non dovevano mai deviare dalla rotta stabilita e mantenere il contatto tra loro, l'attacco sarebbe stato sferrato volando straight and level, "dritto e orizzontale".
Il maresciallo dell'aria Harris intendeva concentrare l'attacco in tempi rapidissimi e in spazi concentrati. Questa tattica avrebbe permesso di travolgere il sistema Himmelbett che non sarebbe stato assolutamente in grado di affrontare un enorme flusso di bombardieri (in media 700-800 aerei per volta) concentrati in cinque chilometri di lunghezza, otto chilometri di larghezza e tre chilometri di profondità. Questo stream sarebbe entrato attraverso un solo settore della Linea Kammhuber e quindi avrebbe dovuto affrontare solo un numero limitatissimo di caccia notturni che avrebbero potuto attaccare solo pochissimi bombardieri in volo sui margini del bomber stream, senza neppure scalfire la compattezza dell'enorme formazione avversaria. La concentrazione nello spazio e nel tempo dell'attacco e l'aumento numerico delle forze inoltre avrebbero anche ridotto le possibilità di intervento della FlaK e infine avrebbe reso estremamente difficile l'opera di soccorso e antincendio delle squadre della protezione civile tedesca che non sarebbero stati in grado di controllare la massa di distruzione e il fuoco provocato dallo sganciamento concentrato e rapido dei carichi bellici. Il maresciallo dell'aria Harris quindi richiedeva l'assegnazione di un sempre maggiore numero di bombardieri pesanti con i quali applicare la tattica del bomber stream.

### Il Bomber stream in azione
La rivoluzione tattica del Bomber stream ottenne risultati ancor più brillanti grazie all'adozione successiva di una serie di nuove risorse tecnologiche nel campo della navigazione, della ricerca del bersaglio e delle misure di guerra elettronica; inoltre i capi del Bomber Command idearono e applicarono una complessa sequenza di attacco per raggiungere maggior precisione ed effetti distruttivi, adottarono nuove armi sempre più micidiali e immisero in servizio aerei specializzati per compiti specifici.

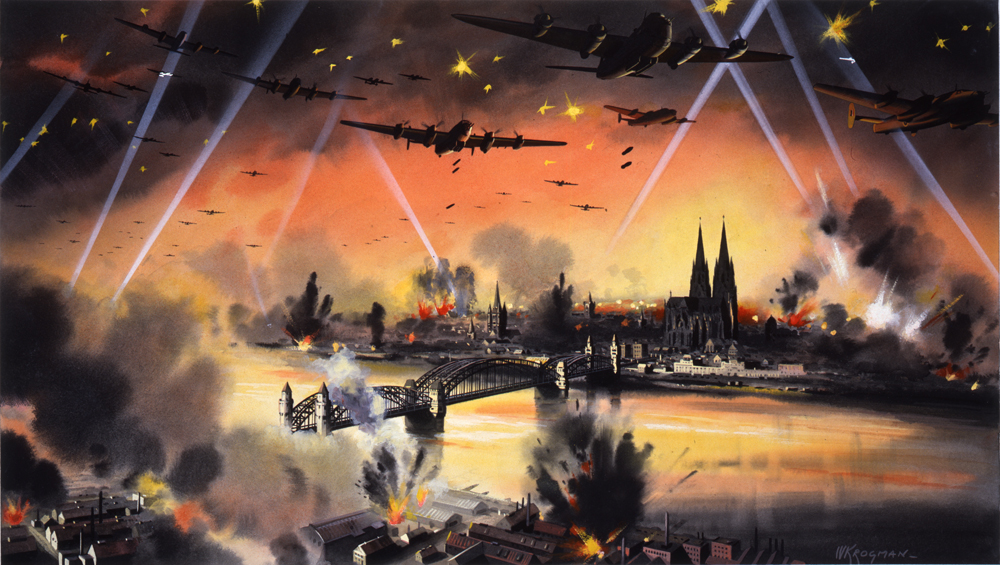
Raffigurazione pittorica britannica del bombardamento dei mille bombardieri su Colonia nella notte del 30/31 maggio 1942.

Dopo il sistema GEE, il Bomber Command equipaggiò progressivamente i suoi aerei prima con il sistema Oboe e quindi dal 30 gennaio 1943 con il moderno radar H2S. Inoltre l'equipaggiamento del Bomber Command migliorò radicalmente nel corso della prima metà del 1943 con l'introduzione della nuova serie di bombardieri pesanti quadrimotori, lo Short Stirling, l'Handley Page Halifax e soprattutto l'Avro Lancaster, che progressivamente sostituirono nelle forze di prima linea i superati bombardieri bimotori dell'inizio della guerra. Dall'agosto 1942 il maresciallo dell'aria Harris costituì, dopo una serie di discussioni tra esperti, la cosiddetta Pathfinder force, equipaggiata ben presto con i nuovi bimotori De Havilland Mosquito e addestrata specificatamente per le missioni preliminari di individuazione notturna del bersaglio e di identificazione dell'area che sarebbe stata colpita dal grosso del bomber stream, attraverso un complesso sistema di segnalazione mediante razzi luminosi e bombe incendiarie.

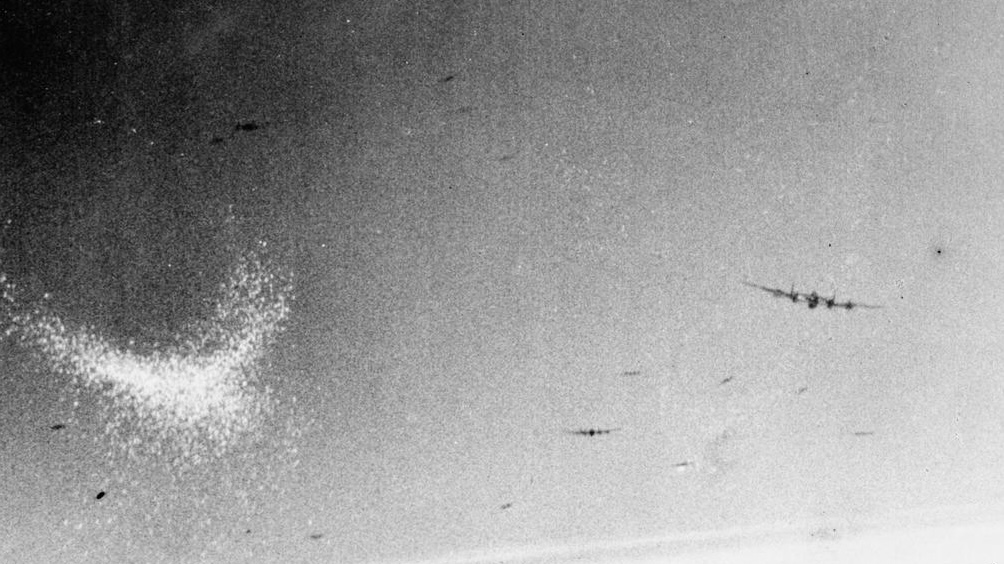
All'interno di un bomber stream, un Avro Lancaster lancia windows (la nuvola bianca sulla sinistra) per sviare i radar tedeschi.

Ancor prima dell'introduzione di tutte queste innovazioni tecnologiche, il Bomber Command era riuscito a dimostrare per la prima volta la validità della tattica del bomber stream fin dalla notte del 30 maggio 1942 con la famosa "incursione di mille bombardieri" su Colonia che ebbe uno straordinario successo operativo e propagandistico. Il maresciallo dell'aria Harris fece entrare in azione oltre 1000 bombardieri che avrebbero dovuto arrivare su Colonia sferrando un attacco concentrato in un'ora e trenta minuti con un ritmo di un aereo ogni cinque secondi; inoltre sarebbero state impiegate un gran numero di bombe incendiarie. Il bombardamento di Colonia si concluse con un brillante successo per il Bomber Command nonostante alcune difficoltà pratiche che fecero prolungare l'attacco per due ore e trentadue minuti; le distruzioni tuttavia furono notevoli e la città contò 474 morti e oltre 5.000 feriti; inoltre le perdite, 40 aerei su 1.046, furono molto limitate e sembrarono confermare i vantaggi della concentrazione e della rapidità; in particolare il tasso di perdite della terza ondata, che aveva attaccato in modo ancor più compatto e veloce, era stato il più basso. Harris, pienamente soddisfatto dei risultati dell'operazione e dei successivi attacchi di "mille bombardieri" su Essen, Brema e Düsseldorf, trovò conferma della validità delle nuove tattiche e si impegnò con ancor maggiore determinazione nel suo programma di bombardamenti notturni distruttivi sulle città tedesche con grandi masse di aerei.
Da questo momento la guerra aerea del Bomber Command sui cieli della Germania si trasformò in una lotta accanita tra i bombardieri del maresciallo dell'aria Harris, impegnati in incursioni notturne sempre più massicce e concentrate secondo la tattica del Bomber stream, e le difese tedesche disperatamente alla ricerca di nuovi mezzi tecnici in grado di superare le disastrose carenze del sistema Himmelbett. Divenne sempre più importante anche la guerra elettronica, che ebbe il suo momento più famoso e cruciale con l'operazione Gomorrah, caratterizzata dal primo impiego con clamoroso successo da parte dei britannici dei windows, e le tecniche di individuazione dei bersagli per il bomber stream da parte dei Pathfinder del generale Donald Bennett, addestrati a seguire una complessa procedura per individuare mediante ordigni luminosi e incendiari l'obiettivo.

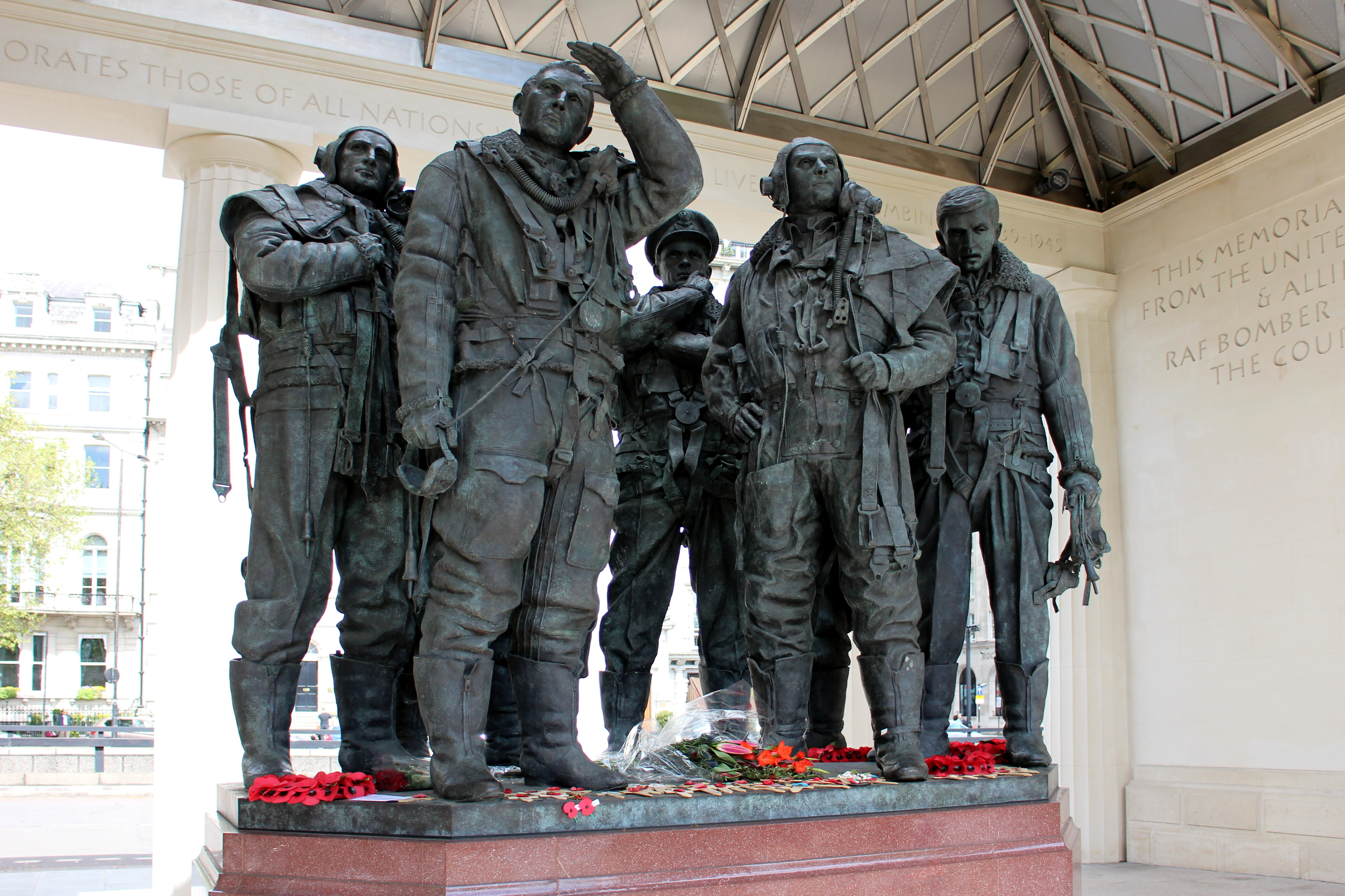
Particolare del Memoriale del RAF Bomber Command a Londra, dedicato agli equipaggi di bombardieri britannici della seconda guerra mondiale.

Nel catastrofico bombardamento di Amburgo del 24/25 luglio 1943, i bombardieri del Bomber Command raggiunsero risultati distruttivi eccezionali per la precisione della segnalazione preliminare del bersaglio e soprattutto per la concentrazione straordinaria nel tempo e nello spazio del bomber stream. Il Bomber Command, oltre a dimostrare il suo micidiale potere distruttivo e l'efficacia delle sue tattiche e dei suoi mezzi tecnologici, diede anche prova di grande abilità operativa, impiegando astute manovre di inganno, percorsi imprevedibili e inattesi per i bombardieri e falsi attacchi, che spesso provocarono lo scompiglio e la confusione nelle difese tedesche.
Negli ultimi due anni di guerra il Bomber Command continuò regolarmente ad impiegare la tattica del bomber stream che rimase fino agli ultimi giorni la formazione di bombardamento preferita dal maresciallo dell'aria Harris per continuare l'opera di distruzione delle città tedesche. Nonostante alcuni insuccessi all'inizio del 1944 nelle difficili battaglie aeree sulla Ruhr, a Berlino e a Norimberga, il Bomber Command accrebbe costantemente la sua forza numerica, continuò a migliorare la sua tecnologia e, grazie anche all'apporto delle forze aeree strategiche degli Stati Uniti in Europa, raggiunse nel 1945 una schiacciante superiorità aerea sulla Germania. Di fronte al disfacimento finale della Difesa del Reich, i bombardieri alleati poterono quasi impunemente devastare le ultime città tedesche ancora intatte come Dresda che la notte del 13 febbraio 1945 venne distrutta da 800 bombardieri del Bomber Command divisi in due ondate estremamente concentrate e precise che scatenarono un'ultima, devastante tempesta di fuoco sulla Germania.